# Kolonia Strzegomek
Kolonia Strzegomek – kolonia w Polsce położona w województwie świętokrzyskim, w powiecie staszowskim, w gminie Rytwiany.
W latach 1975–1998 miejscowość administracyjnie należała do województwa tarnobrzeskiego.